# Brzozowiec (Namysłów)

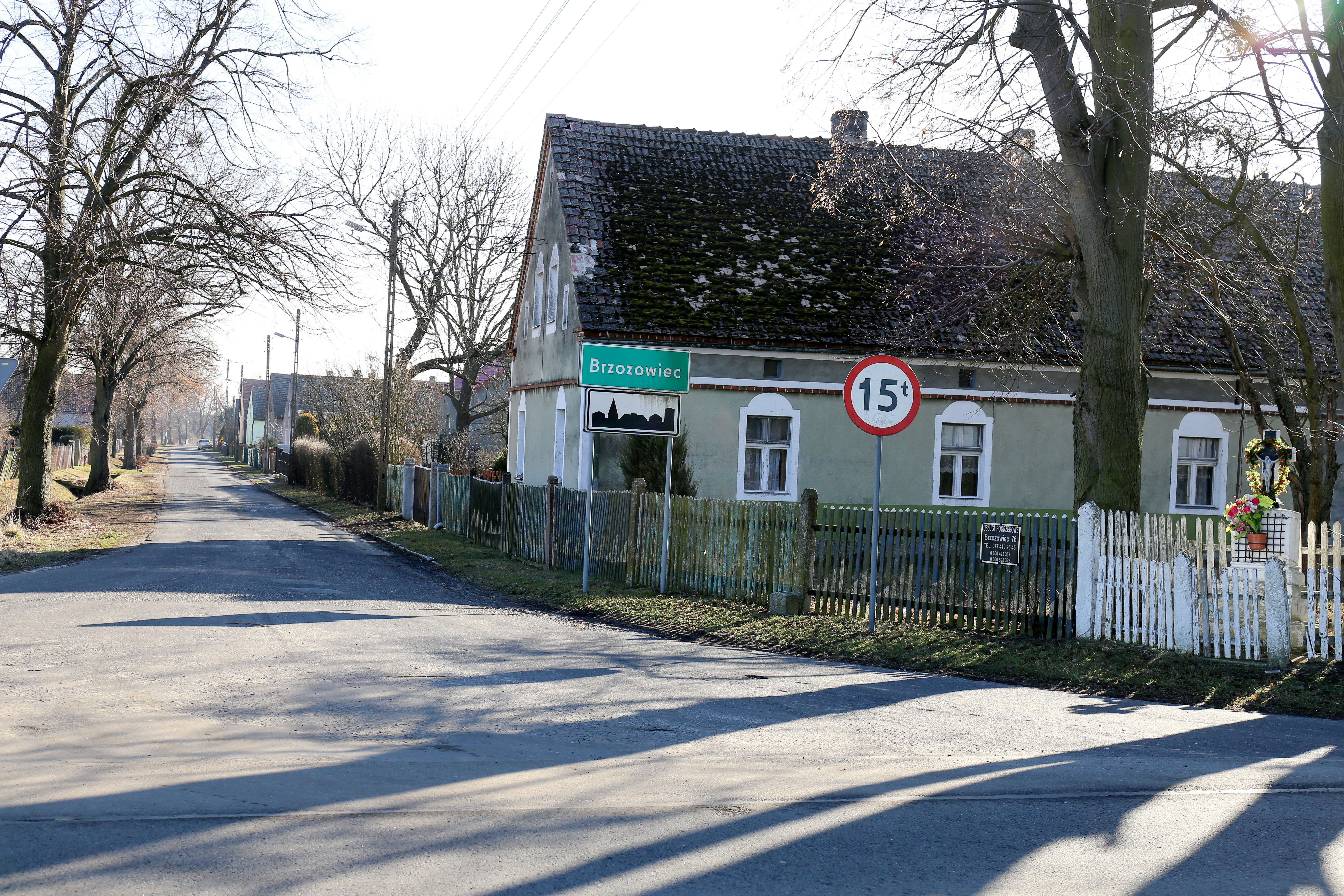
Ortseingang

Brzozowiec (deutsch Wilhelminenort) ist eine Ortschaft in Niederschlesien. Der Ort liegt in der Gmina Namysłów im Powiat Namysłowski in der Woiwodschaft Opole in Polen.

## Geographie

### Geographische Lage
Das Straßendorf Brzozowiec liegt 17 Kilometer südwestlich der Gemeinde- und Kreisstadt Namysłów (Namslau) sowie 61 Kilometer nordwestlich der Woiwodschaftshauptstadt Opole (Oppeln). Der Ort liegt in der Nizina Śląska (Schlesische Tiefebene) innerhalb der Równina Oleśnicka (Oelser Ebene). Brzozowiec ist umgeben von zahlreichen Waldgebieten.

### Nachbarorte
Nachbarorte von Brzozowiec sind im Nordosten Ligota Książęca (Fürsten-Ellguth) und im Südwesten Biskupice Oławskie (Bischwitz).

## Geschichte
Der Ort wurde 1266 erstmals als Bresewitz erwähnt.
Nach dem Ersten Schlesischen Krieg 1742 fiel Bresewitz mit dem größten Teil Schlesiens an Preußen.
Nach der Neuorganisation der Provinz Schlesien gehörte die, inzwischen in Wilhelminenort umbenannte, Landgemeinde ab 1816 zum Landkreis Oels im Regierungsbezirk Breslau. 1845 bestanden im Dorf ein Vorwerk, eine evangelische Schule, eine Windmühle, eine Ziegelei, eine Försterei und 80 Häuser. Im gleichen Jahr lebten in Wilhelminenort 696 Menschen, davon 5 katholisch. 1874 wurde der Amtsbezirk Fürsten Ellguth gegründet, welcher die Landgemeinden Fürsten Ellguth, Lampersdorf und Wilhelminenort und den Gutsbezirken Fürsten Ellguth, Lampersdorf und Wilhelminenort umfasste. 1871 zählte der Ort 85  Wohngebäude, 156 Haushaltungen und 663 Einwohner.
1933 zählte der Ort 583 sowie 1939 564 Einwohner. Bis 1945 gehörte der Ort zum Landkreis Oels.
Als Folge des Zweiten Weltkriegs kam der Ort an Polen, wurde in Brzozowiec umbenannt und der Woiwodschaft Schlesien angeschlossen. 1954 wurde Brzozowiec der Woiwodschaft Opole zugeteilt. 1999 wurde es Teil des wiedergegründeten Powiat Namysłowski.

## Sehenswürdigkeiten
- Steinernes Wegekreuz

## Söhne und Töchter des Ortes
- Karl Christian Erdmann (1716–1792), Herzog von Württemberg-Oels